# Pütter-Verband
Der Ausdruck Pütter-Verband, auch Gegenwickeltechnik, bezeichnet eine Anlagetechnik von Kurzzugbinden zur Kompressionstherapie bei Patienten mit Venenerkrankungen. Der Pütter-Verband unterstützt das Abschwellen von Ödemen in den Beinen und fördert somit die Abheilung bestehender Wunden. Diese Anlagetechnik der Kompressionsbinden geht auf den Gründer des Arzneimittelherstellers Medice, Gustav Pütter (1907–1977) zurück und ist in Deutschland weit verbreitet.

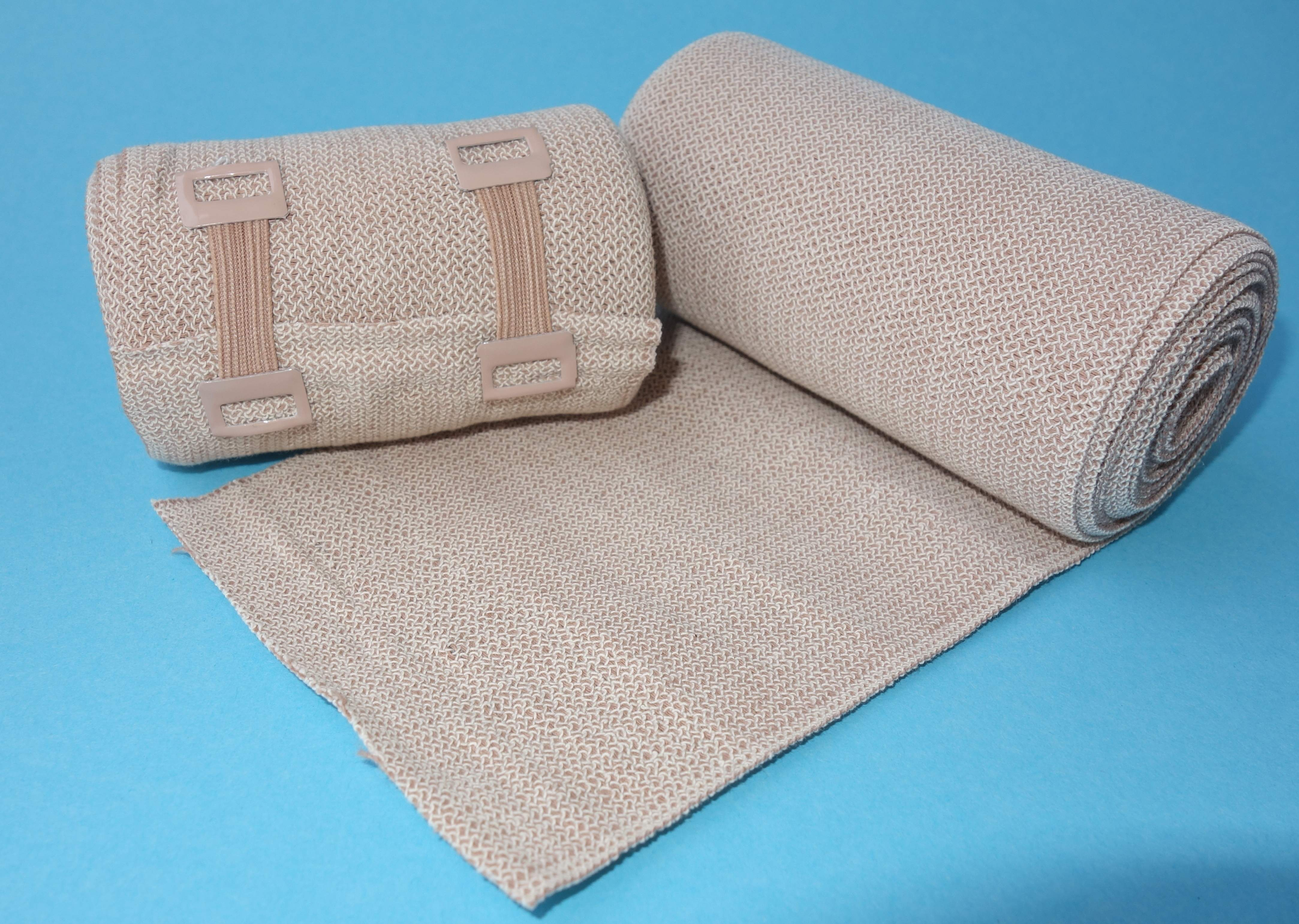
Kurzzugbinden

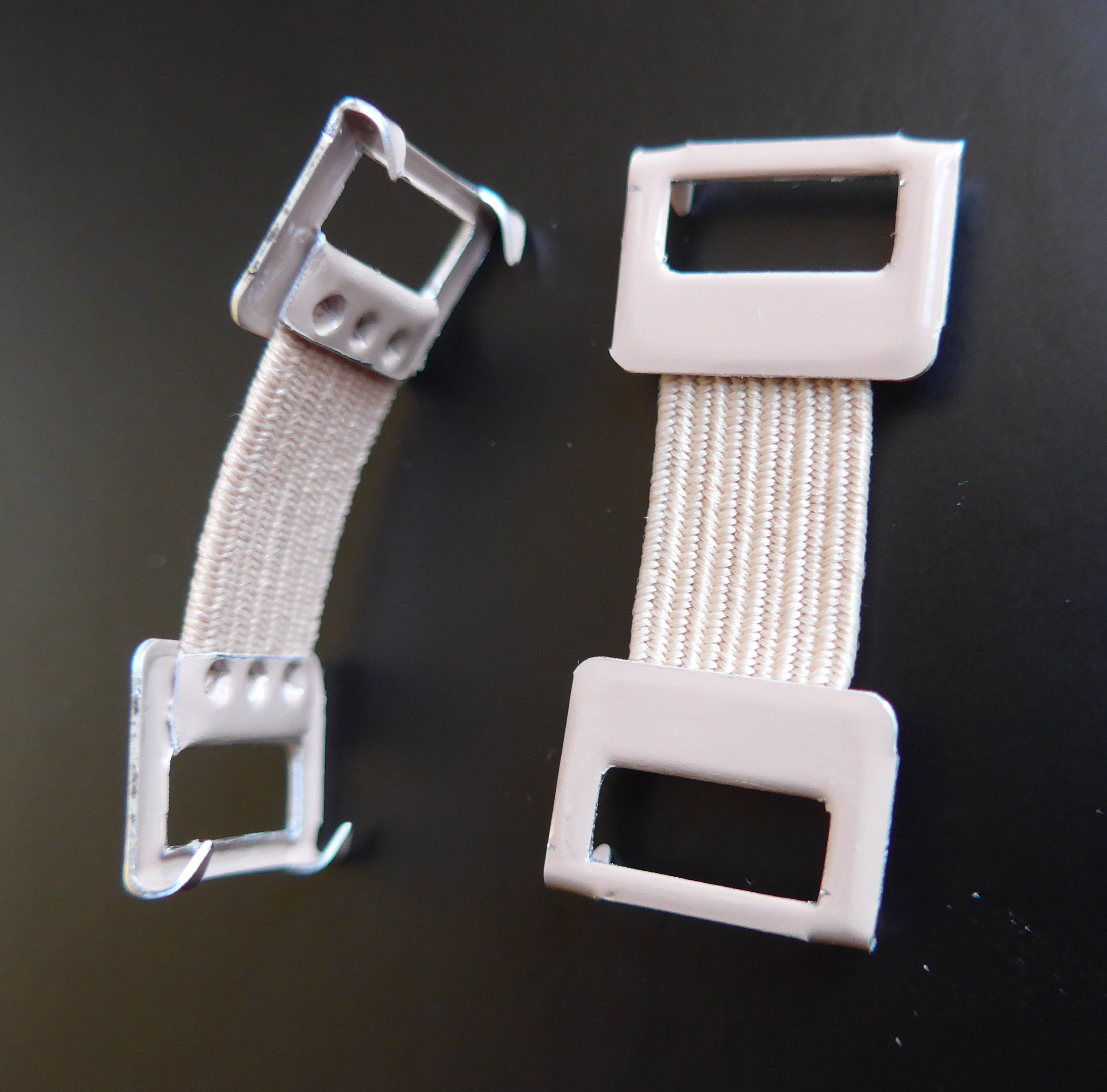
Klammern

## Entwicklung
Der am 30. Juli 1907 in der Nähe von Iserlohn geborene Gustav Pütter erkrankte im Kindesalter an Tuberkulose, wodurch sich sein Interesse an der Heilkunde festigte. Später ergriff er den Beruf des Heilpraktikers und gründete im Jahr 1949 die Firma Medice in Iserlohn. Den im Jahr 1952 vorgestellten Pütter-Verband vertrieb er in Kooperation mit der Firma Paul Hartmann AG. Diese Art der Kompressionstherapie stellt eine Weiterentwicklung des sogenannten Fischer-Verbands dar, die 1910 vom deutschen Arzt Heinrich Fischer (1857–1928) vorgestellt wurde. Fischers Verbandtechnik nutzte eine Kombination aus Zinkleim- und Kurzzugbinden und war im Vergleich deutlich starrer. Pütters Innovation ermöglichte den Patienten hingegen eine größere Beweglichkeit.

## Anlagetechnik
Für einen Pütter-Verband werden, je nach Größe des Fußes sowie Länge und Umfang der Wade, 6, 8, 10 oder 12 cm breite Kurzzugbinden genutzt – üblicherweise reichen zwei Binden aus. Eine unterpolsternde Watte- oder Schaumstoffbinde, die ohne Zug von den Zehen bis zum Knie gewickelt wird, schützt die Haut des Beines vor Schnürfurchen, Druckschäden oder allergischen Reaktionen auf das Material der Kurzzugbinden. Die erste Kurzzugbinde setzt am Knöchel an, wird von hier aus, unter teilweiser Freilassung der Ferse, bis zu den Zehen und anschließend bis zum Knie hinaufgeführt. Die zweite Binde setzt am Spann an schließt die Ferse ein und wird gegenläufig zur ersten Binde die Wade hinaufgewickelt.

### Varianten
Eine gängige Variante des Pütter-Verbands beginnt am Zehengrundgelenk. Um Fuß und Knöchel werden die Binden mehrmals herumgeführt – wobei insbesondere die Ferse gründlich umkreist wird – dann am Unterschenkel relativ steil zum Knie emporgewickelt. Eine zweite Binde setzt am Knöchel an und wird gegenläufig über die erste Binde geführt. Als Variante wird die zweite Binde zunächst bis zu den Zehen, zurück über den Fuß und erst dann die Wade hinaufgeführt. Bei einer weiteren Version ist die erste Binde am Fußrücken von innen nach außen zu führen, während die zweite Binde, die ebenfalls am Fußrücken startet, darüber von außen nach innen zu wickeln ist. Darüber hinaus wird das Wieder-Hinabwickeln der erste Binde vom Knie aus praktiziert, wobei die zweite Binde nicht generell am Knöchel ansetzt, sondern dort, wo die erste endet. 
Grundprinzip einer jeden Anlage „nach Pütter“ ist immer die Gegenläufigkeit der Bindentouren, bei der die Bindenlagen sich kreuzen, weshalb der Pütter-Verband auch „Gegenwickeltechnik“ genannt wird.

## Weiteres
Es gibt zahlreiche weitere Anlagetechniken zur Erstellung von Kompressionsverbänden, die meist nach ihren Entwicklern benannt sind. So gibt es, neben dem oben genannten Fischer-Verband auch Verbände nach Altenkämper oder nach  Schneider.  In der Schweiz ist die Anlagemethode Karl Siggs verbreitet, auf den die Kompressionsstrumpf-Marke Sigvaris zurückgeht. In Deutschland hingegen ist die Pütter-Technik – mit ihren Varianten – so verbreitet, dass die Tätigkeit der Anlage eines Kompressionsverbandes auch synonym als „püttern“ bezeichnet wird. Die Paul Hartmann AG vertreibt bis heute Kurzzugbindensets unter der Bezeichnung „Pütterbinden“.